# Sienino (obwód smoleński)
Sienino (ros. Сенино) – wieś (ros. деревня, trb. dieriewnia) w zachodniej Rosji, w osiedlu wiejskim Titowszczinskoje rejonu diemidowskiego w obwodzie smoleńskim.

## Geografia
Miejscowość położona jest nad Kasplą, 1 km od drogi regionalnej 66N-0505 (Diemidow – Chołm), 5,5 km od centrum administracyjnego osiedla wiejskiego (Titowszczina), 5 km od centrum administracyjnego rejonu (Diemidow), 59 km od stolicy obwodu (Smoleńsk), 36,5 km od granicy z Białorusią.
W granicach miejscowości znajduje się ulica Riecznaja.

## Demografia
W 2010 r. miejscowości nikt nie zamieszkiwał.

## Historia
W czasie II wojny światowej od lipca 1941 roku wieś była okupowana przez hitlerowców. Wyzwolenie nastąpiło we wrześniu 1943 roku.